# Юрисонов, Фёдор Петрович
Фёдор Петрович Юрисонов (1915—2005) — советский военнослужащий. В пограничных войсках НКВД СССР и Рабоче-крестьянской Красной Армии служил с 1936 по 1945 год. Участник вооружённого конфликта у озера Хасан и Великой Отечественной войны. Полный кавалер ордена Славы. Воинское звание — старший сержант.

## Биография

### До Великой Отечественной войны
Фёдор Петрович Юрисонов родился 11 сентября 1915 года в селе Царские колодцы Сигнахского уезда Тифлисской губернии Российской империи (в советское время село носило названия Красные колодцы и Цители-Цкаро, ныне город Дедоплис-Цкаро, административный центр Дедоплисцкаройского муниципалитета края Кахетия Грузии) в крестьянской семье. Русский. Окончил 5 классов неполной средней школы. До призыва на военную службу работал шофёром на складе треста «Грузнефть».
В армии Ф. П. Юрисонов с 1936 года. Служил в пограничных войсках на Дальнем Востоке в должности шофёра. В этом качестве в 1938 году участвовал в вооружённом конфликте на озере Хасан: перевозил войска, военное снаряжение и боеприпасы, эвакуировал раненых. По окончании срочной службы остался на сверхсрочную, а в 1941 году в связи с началом войны с Германией срок службы дальневосточных пограничников был продлён на неопределённый срок. Осенью 1942 года в Хабаровске из личного состава приамурских и приуссурийских застав началось формирование Дальневосточной дивизии войск НКВД СССР, позднее переименованной в 102-ю стрелковую. Младший сержант Ф. П. Юрисонов был зачислен водителем в автороту 16-го Уссурийского стрелкового полка.

### На фронтах Великой Отечественной войны
В действующей армии младший сержант Ф. П. Юрисонов с 15 февраля 1943 года. С марта на Центральном фронте участвовал в боях под Дмитровском-Орловским, в ходе которых окончательно сформировался северный фас Курской дуги. В ходе Севской операции 102-я стрелковая дивизия понесла большие потери, и Фёдор Петрович вынужденно переквалифицировался в миномётчики. К лету 1943 года он хорошо овладел новой для себя воинской специальностью и стал наводчиком 120-миллиметрового миномёта.
В июле 1943 года после успешного завершения оборонительной фазы Курской битвы с позиций под Дмитровском-Орловским 102-я стрелковая дивизия перешла в наступление в рамках Орловской операции. В течение 25-27 июля 16-й стрелковый полк полковника И. М. Павловича, овладев рядом ключевых высот и мощным опорным пунктом противника посёлком Муравчик, взломал оборону врага, создав хорошие условия для дальнейшего наступления на Дмитровск-Орловский. После упорных боёв к утру 12 августа 102-я стрелковая дивизия во взаимодействии с частями 18-го стрелкового корпуса 65-й армии освободила город от войск противника. В сражении за Дмитровск-Орловский наводчик 120-миллиметрового миномёта младший сержант Юрисонов продемонстрировал высокое воинское мастерство, истребив большое количество живой силы неприятеля.
После освобождения Дмитровска дивизия генерал-майора А. М. Андреева была переброшена в район деревни Починок-Алешок, имея задачу наступать во фланг немецкой группировки, пытавшейся остановить наступление войск Брянского фронта на линии «Хаген». В период с 26 августа по 1 сентября младший сержант Ф. П. Юрисонов в боях за освобождение населённых пунктов Березовец, Избичня и Лепешина со своим расчётом уничтожил 4 пулемётных гнезда и ротный миномёт противника, подавил огонь артиллерийской батареи, рассеял и частично истребил до роты вражеской пехоты, чем способствовал выполнению боевых задач стрелковыми подразделениями. Боевая работа Фёдора Петровича была отмечена медалью «За боевые заслуги». Почти одновременно с этим ему было присвоено звание сержанта.
В начале сентября 102-я стрелковая дивизия включилась в Битву за Днепр, продолжив наступление уже в составе 48-й армии общим направлением на Новгород-Северский. 16-й стрелковый полк действовал в авангарде дивизии. Ломая сопротивление противника, 11 сентября он вышел к реке Десне, форсировал водную преграду и захватил плацдарм в районе хутора Чернацкий. В течение четырёх дней подразделения полка вели ожесточённый бой на правом берегу Десны, отразив 12 вражеских контратак, тем самым обеспечив переправу основных сил дивизии. В ночь на 16 сентября бойцы генерал-майора Андреева ворвались в Новгород-Северский, к 5 часам утра овладели центром города, а к 6.00 во взаимодействии с частями 19-го стрелкового корпуса 65-й армии полностью очистили город от немцев. В период боёв за Новгород-Северский с 8 по 16 сентября миномётный расчёт, наводчиком которого воевал сержант Юрисонов, уничтожил вместе с расчётами 1 шестиствольный миномёт и 2 метательных аппарата, подавил две артиллерийские точки, чем способствовал общему успеху полка.
К концу Черниговско-Припятской операции войска 48-й армии вышли на подступы к Гомелю в районе Добруша. Немецкое командование силами 35-го армейского корпуса пыталось удержать плацдарм на левом берегу реки Сож, но безуспешно. Советские войска полностью ликвидировали его к 10 октября, но 16-му стрелковому полку удалось прорваться к реке ещё 7 числа. В ночь на 8 октября взвод автоматчиков, усиленный батареей 120-миллиметровых миномётов форсировал водную преграду южнее Гомеля. В числе первых на противоположный берег реки переправился со своим орудием сержант Ф. П. Юрисонов. Штурмовой отряд занял небольшой плацдарм, на ликвидацию которого утром немцы бросили крупные силы пехоты. Дело дошло до рукопашной схватки, в ходе которой миномётчикам вместе с пехотинцами пришлось отражать натиск врага личным оружием. Но десантникам удалось выстоять. На удержанный ими плацдарм вскоре переправилась стрелковая рота, которая стремительным ударом опрокинула боевые порядки противника и захватила немецкие траншеи. В дальнейшем с этого рубежа части дивизии перешли в наступление в рамках Гомельско-Речицкой операции и ворвались в Гомель. Сержант Юрисонов принимал непосредственное участие в его освобождении.

### Орден Славы III степени
С ноября 1943 года 48-я армия, составляя вместе с частями 65-й армии центральную группировку Белорусского фронта, вела активные наступательные действия в междуречье Днепра и Березины, продвигаясь общим направлением на Бобруйск. 26 ноября войска генерал-лейтенанта П. Л. Романенко взяли крупный опорный пункт противника посёлок Шацилки и перерезали железнодорожную магистраль Мозырь—Жлобин. Соединения генерал-лейтенанта П. И. Батова вклинилась в немецкую оборону ещё глубже, выйдя на подступы к райцентру Паричи. Стремясь во что бы то ни стало удержать Бобруйск, немецкое командование вынуждено было перебросить на это направление дополнительные силы, ослабив свои фланги. Это дало возможность левому крылу Белорусского фронта в январе 1944 года провести успешную Калинковичско-Мозырскую операцию. В этот период 48-я армия продолжала активными действиями сковывать крупные силы врага. 102-я стрелковая дивизия вела наступление южнее Шацилок. Её 16-й стрелковый полк под командованием майора А. И. Тютикова в результате ожесточённых боёв 16-17 января прорвал немецкую оборону в районе деревни Печищи, обеспечив выход основных сил к шоссе Чирковичи—Калинковичи. В последующие дни части дивизии, заняв оборону в районе деревни Мольча, отражали до 17 контратак превосходящих сил пехоты и танков противника. В этих боях сержант Ф. П. Юрисонов, исполняя обязанности командира отделения батареи 120-миллиметровых миномётов, умело координировал работу рядового и сержантского состава батареи, обеспечив эффективную огневую поддержку стрелковым подразделениям.
В преддверии Рогачёвско-Жлобинской операции перед дивизией полковника П. М. Погребняка вновь была поставлена задача отвлечь на себя внимание противника от направления главного удара войск правого крыла Белорусского фронта. На этот раз ей предстояло наступать севернее посёлка Шацилки. 19 февраля 1944 года при прорыве вражеской обороны у села Старина сержант Юрисонов, находясь в одном из расчётов миномётной батареи (наводчик сержант Н. И. Медведков, номера расчёта красноармейцы Н. А. Семенюхин, А. Г. Тумаев и А. П. Попов), плотным и метким огнём накрыл позиции врага, за короткий срок уничтожив 3 пулемётные точки и подавив миномётную батарею неприятеля. Благодаря умелым действиям миномётчиков стрелковые батальоны полка с малыми потерями преодолели разграничительную полосу и, ворвавшись во вражеские траншеи, выбили немцев с занимаемых позиций, после чего штурмом овладели командной высотой 136,6. На следующий день, подтянув дополнительные силы, противник попытался вернуть утраченные позиции. В течение 20 и 21 февраля он трижды переходил в контратаку. В боях за высоту 136,6 миномётный расчёт сержанта Юрисонова рассеял и частично уничтожил до взвода вражеской пехоты, чем способствовал удержанию занимаемых подразделениями полка рубежей. Тем временем войска 3-й и 50-й армий Белорусского (с 24 февраля — 1-го Белорусского) фронта перешли в наступление и, нанеся тяжёлое поражение 9-й армии вермахта, форсировали Днепр, захватив плацдарм на правом берегу реки, который в последующем сыграл большую роль в Бобруйской операции. За воинскую доблесть и мужество, проявленные в боях у села Старина, приказом от 10 марта 1944 года сержант Ф. П. Юрисонов вместе с другими отличившимися бойцами расчёта был награждён орденом Славы 3-й степени.

### Орден Славы II степени
К лету 1944 года Ф. П. Юрисонов получил звание старшего сержанта и был назначен командиром миномётного расчёта. Перед началом операции «Багратион» дивизия, в составе которой воевал Фёдор Петрович, сосредоточилась в Рогачёве, откуда ей предстояло наступать на бобруйском направлении. 24 июня 16-й стрелковый полк переправился через реку Друть западнее города и стремительным ударом прорвал глубокоэшелонированную оборону противника у посёлка Новые Колосы. Преследуя бегущего врага, на его плечах бойцы подполковника Тютикова с ходу форсировали Добосну и Олу и 27 июня вышли на подступы к Бобруйску, завершив окружение сорокатысячной группировки противника. Во время наступательных действий полка старший сержант Юрисонов со своим орудием находился в боевых порядках своей пехоты и не раз приходил ей на помощь там, где враг пытался помешать продвижению стрелковых подразделений. 29 июня Фёдор Петрович принимал участие в освобождении города Бобруйска от немецких захватчиков.
После завершения Бобруйской операции подразделения 48-й армии продолжили наступление в Белоруссии на барановичско-брестском направлении. Разгромив под Барановичами крупную группировку противника, они к концу Люблин-Брестской операции вышли в район Суража, откуда в августе 1944 года начали преследование разбитых под Белостоком частей вермахта. В ночь с 20 на 21 августа 16-й стрелковый полк подполковника Тютикова форсировал реку Малый Брок, стремительным ударом захватил командную высоту 132,7 близ населённого пункта Анжеево и, отразив яростные контратаки противника, 23 августа перешёл в решительное наступление в направлении советско-польской границы 1939 года. Под Островом-Мазовецким полк столкнулся с ожесточённым сопротивлением врага. Два передовых батальона попали в огневой мешок, и командир полка приказал старшему сержанту Юрисонову подавить огневые средства немцев. Несмотря на яростный артиллерийский, миномётный и пулемётный огонь со стороны неприятеля, Фёдор Петрович смело выдвинул своё орудие на открытую позицию впереди боевых порядков пехоты и открыл интенсивную стрельбу по указанным целям. В течение нескольких минут его расчёт заставил замолчать несколько огневых точек врага, после чего пехота перешла в атаку и сбила немцев с занимаемых рубежей. 3 сентября уссурийцы прорвали промежуточный рубеж обороны противника в районе населённого Круле (Krole) и, форсировав реку Ож (Orz), заняли северо-восточную окраину деревни Кунин (Kunin), где отразили несколько контратак противника. К вечеру того же дня передовой батальон полка вышел к Нареву западнее села Шарлат (Szarłat), и в ночь на 4 сентября переправился на подручных средствах на западный берег реки и захватил плацдарм южнее города Ружан.
Осенью 1944 года (с 22 сентября — в составе 2-го Белорусского фронта) 48-я армия вела тяжёлые бои за удержание и расширение плацдарма за Наревом, получившего название «Ружанский». В октябре советские войска предприняли попытку объединить Сероцкий и Ружанский плацдармы. При прорыве вражеской обороны у населённого пункта Свента-Розалия (Święta Rozalia) и в последующих наступательных боях в период с 10 по 16 октября старший сержант Ф. П. Юрисонов неоднократно демонстрировал образцы мужества и отваги. Находясь на линии соприкосновения с врагом часто на открытой позиции под сильным артиллерийско-миномётным огнём противника, он со своим расчётом уничтожил 4 пулемётные точки и в составе батареи подавил огонь миномётной роты и артиллерийского орудия на прямой наводке, рассеял и частично истребил до двух взводов вражеской пехоты. И хотя в результате наступления выполнить главную боевую задачу советским войскам не удалось, Ружанский плацдарм был существенно расширен в глубину и ширину и в последующем сыграл важную роль в Млавско-Эльбингской операции. За отличие в боях на реке Нарев приказом от 28 ноября 1944 года Фёдор Петрович был награждён орденом Славы 2-й степени.

### Орден Славы I степени
14 января 1945 года ударная группировка 2-го Белорусского фронта перешла в наступление с Ружанского плацдарма в рамках Млавско-Эльбингской операции. 102-я стрелковая дивизия полковника Погребняка была введена в бой 20 января уже на территории Восточной Пруссии юго-западнее Алленштайна. 24 января в 16-й Уссурийский стрелковый полк под командованием подполковника Г. И. Рябова был переведён в первый эшелон дивизии с задачей преследовать отступающие немецкие части. На всём протяжении наступательных действий полка миномётный расчёт старшего сержанта Ф. П. Юрисонова следовал в боевых порядках пехоты или непосредственно за ними, помогая стрелковым подразделениям решать боевые задачи при взятии опорных пунктов врага, в том числе таких крупных как Йонкендорф, Галигенталь и Вольфсдорф. 26 января передовые части полка вышли на подступы к Вормдитту, где встретили ожесточённое сопротивление немцев. Брать сильно укреплённый город было поручено войскам 3-го Белорусского фронта, и 102-я стрелковая дивизия продолжила движение к Балтийскому морю. 4 февраля части дивизии форсировали реку Пассарге и, отражая многочисленные контратаки врага, начали наступление общим направлением на Эльбинг. 10 февраля соединения 2-й ударной армии овладели городом-крепостью, фактически отрезав восточно-прусскую группировку немцев от группы армий «Висла», оборонявшейся в Померании, и перед дальневосточниками была поставлена новая цель — Браунсберг.
21 февраля 102-я стрелковая дивизия вторично формировала Пассарге в районе населённого пункта Шендаммерау. Вместе с пехотой на противоположный берег реки под сильным пулемётным и миномётным огнём переправился расчёт старшего сержанта Ф. П. Юрисонова. Быстро установив своё орудие на огневую позицию, Фёдор Петрович в первые же минуты боя уничтожил 4 пулемётные точки противника, мешавшие продвижению стрелковых подразделений, чем способствовал захвату плацдарма. Немцы, стремясь отбросить советские войска обратно за реку, в течение дня крупными силами трижды переходили в контратаку, но всякий раз вынуждены были отступать с большими потерями, при этом теряя исходные позиции. Этому в немалой степени способствовал расчёт Юрисонова, который прицельной стрельбой рассеял и частью уничтожил до двух взводов пехоты неприятеля. Своими умелыми действиями миномётчики обеспечили общий успех боя и взятие населённого пункта Шендаммерау. В последующих боях за Браунсберг Фёдор Петрович действовал также смело и решительно и нанёс большие потери противнику в живой силе и технике. Боевая работа старшего сержанта Юрисонова получила высокую оценку командира полка. 10 марта подполковник Рябов представил отличившегося в боях миномётчика к ордену Славы 1-й степени. Высокая награда Фёдору Петровичу была присвоена указом Президиума Верховного Совета СССР от 19 апреля 1945 года.
Между тем, 20 марта подразделения 29-го стрелкового корпуса, в состав которого входила 102-я стрелковая дивизия, штурмом взяли Браунсберг и продолжили наступление в направлении Хайлигенбайля, к 29 марта совместно с частями 3-го Белорусского фронта завершив ликвидацию хейльсбергской группировки противника. В период штурма Кёнигсберга и Земландской операции 102-я стрелковая дивизия прикрывала коммуникации на побережье залива Фрише-Хафф от Браунсберга до Эльбинга. Здесь Фёдор Петрович завершил свой боевой путь. День Победы он встретил близ небольшого прусского городка Толькемит.

### После войны
Вскоре после окончания Великой Отечественной войны старший сержант Ф. П. Юрисонов был демобилизован и вернулся в родное село. Без малого тридцать лет добросовестно трудился водителем пассажирского автобуса в Цители-Цкарской автоколонне. Неоднократно побеждал в социалистических соревнованиях по выполнению плана перевозок, экономии резины и горюче-смазочных материалов. Был удостоен почётного звания «Ударник коммунистического труда». После выхода на пенсию некоторое время работал охранником. Умер 31 октября 2005 года.

## Награды
- Орден Отечественной войны 1-й степени (11.03.1985)[20];
- орден Славы 1-й степени (19.04.1945)[18];
- орден Славы 2-й степени (28.11.1944)[6];
- орден Славы 3-й степени (10.03.1944)[7];
- медали, в том числе:

медаль «За боевые заслуги» — дважды (18.10.1943, 30.11.1943);
медаль «За победу над Германией в Великой Отечественной войне 1941-1945 гг.»

## Документы
- Общедоступный электронный банк документов «Подвиг Народа в Великой Отечественной войне 1941—1945 гг.» Дата обращения: 14 января 2015. Архивировано из оригинала 13 марта 2012 года.

Орден Отечественной войны 1-й степени.
Представлние к ордену Славы 1-й степени.
Указ Президиума Верховного Совета СССР от 19 апреля 1945 года.
Орден Славы 2-й степени.
Орден Славы 3-й степени.
Медаль «За боевые заслуги» (приказ от 18 октября 1943 года).
Медаль «За боевые заслуги» (приказ от 30 ноября 1943 года).